# Hughes' fasemodel
Hughes' fasemodel er en model til at analysere en teknologi. Den kan bruges til at forklare, hvilke tidligere teknologier en bestemt teknologi er baseret på, samt hvordan en bestemt teknologi har udviklet sig.
Hughes' fasemodel stammer fra en analyse, som Thomas P. Hughes foretog på elektronikkens skabelse ved slutningen af det 19. århundrede og starten af det 20. århundrede. Det er hans implicitte påstand, at den analyse, han brugte, kan bruges til at beskrive alle systemer. Et teknologiske system skal ikke kun forstås som en udvikling af en teknisk løsning, men også som en organisering af en proces.
Fasemodellen er baseret på Hughes' tese om store teknologiske systemer.

## Faserne i Hughes' fasemodel
Hughes' fasemodel består af fire faser: opfindelse- og innovationsfasen, spredningsfasen, udviklingsfasen og momentfasen.
Formålet med Hughes' fasemodel er at beskrive udviklingen af et teknologisk system. Den beskriver, hvordan et komplet teknologisk system går fra at være en opfindelse til at være en integreret del i samfundet, hvorved samfundet ikke kan fungere uden. Processen opdeles i forskellige faser, og hver fase beskriver en tilstand og videreudvikling af systemet.

### Opfindelse- og innovationsfasen
Ved denne fase vil den grundlæggende teknologi, som systemet bliver opbygget omkring, blive opfundet eller opdaget. Teknologien kan være en artefakt eller en organisatorisk nyskabelse, som tillader et nyt anvendelsesområde for en allerede kendt teknologi eller genstand. Opfindelse- og innovationsfasen strækker sig fra teknologien bliver opdaget til en anvendelsesklar version, som opfylder alle de centrale krav, står klar.

### Spredningsfasen
I spredningsfasen har teknologien opnået en vis anvendelse inden for en snæver kreds. Teknologien kan stadigvæk være begrænset til en brøkdel af
befolkningen. Denne gruppe, som tager imod den nye teknologi, er som regel en meget teknologivenlig gruppe. Grupper, som kan overse de fejl og mangler, som den første version af teknologien har, er som regel også den del, som vil have en indflydelse på den senere udvikling af teknologien. Teknologien kan brede sig bredt og blive brugt både nationalt og internationalt.

### Udviklingsfasen
I udviklingsfasen er opfindelsen blevet mere normal, men derfor er der også flere fejl, som man opdager. Det behøver nødvendigvis ikke at være fejl, men det kan også bare være forbedringer eller nye muligheder, som kommer til virkeligheden. Udviklingsfasen er stadig et ømt punkt i en opfindelses "liv", og der kan derfor forekomme flaskehalse, som kan stoppe udviklingen af opfindelsen. En flaskehals kunne for eksempel være en norm eller en religiøs holdning i et land.

### Momentfasen
Når teknologien når momentfasen, så er det blevet integreret som en del af samfundet. Når den skabende gruppe ikke længere er nødvendig for, at teknologien kan fungere stabilt selvstændigt, så vil alle større flaskehalse være elimineret. I denne fase vil det være muligt for den almene bruger at udnytte teknologien. Derfor har en teknologi, der har nået momentfasen, opnået en stabil tilstand. Der kan stadigvæk forekomme ændringer i teknologien, dog vil alle de store mangler være væk.